# Davidoaia
Davidoaia – wieś w Rumunii, w okręgu Botoszany, w gminie Vorniceni. W 2011 roku liczyła 130 mieszkańców.